# Epione emundata
Epione emundata là một loài bướm đêm trong họ Geometridae.